# ثاله علام
ثاله علام یک منطقهٔ مسکونی در الجزایر است که در استان تیزی وزو واقع شده‌است. ثاله علام ۵ کیلومتر مربع مساحت دارد ۵۰۰ متر بالاتر از سطح دریا واقع شده‌است.